# Смирнов, Василий Петрович
Василий Петрович Смирнов — советский хозяйственный и политический деятель.

## Биография
Родился в 1915 году в деревне Захарово. Член КПСС.
Окончил Спировскую железнодорожную школу ФЗУ, Калининский государственный педагогический институт.
В 1932—1936 — заведующий общим отделом Спировского райисполкома, заведующий культурно-пропагандистским отделом, инструктор Спировского райкома ВЛКСМ.
В 1938—1941 — освобожденный секретарь комитета ВЛКСМ института, инструктор организационно-инструкторского отдела Калининского обкома ВКП(б).
Участник Великой Отечественной войны: военком батареи 240-го отдельного истребительного противотанкового дивизиона 102-й стрелковой дивизии.
В 1943—1948 гг. — заведующий Конаковским городским финансовым отделом, секретарь по кадрам Конаковского райкома ВКП(б), секретарь по кадрам, второй секретарь Торжокского горкома ВКП(б), заведующий сектором пропаганды Калининского обкома ВКП(б).
В 1948—1950 гг. — первый секретарь Калининского обкома ВЛКСМ.
В 1950—1951 гг. — заведующий отделом партийных, профсоюзных и комсомольских органов ЦК КП Карело-Финской ССР.
В 1951—1952 гг. — второй секретарь ЦК КП(б) Карело-Финской ССР.
В 1952—1953 гг. — первый секретарь Петрозаводского окружкома КП(б) Карело-Финской ССР.
В 1953—1955 гг. — первый секретарь Петрозаводского горкома КП Карело-Финской ССР.
В 1955—1961 гг. — секретарь ЦК КП Карело-Финской ССР, Карельского обкома КПСС.
В 1961—1971 гг. — заместитель председателя Совета министров Карельской АССР.
Избирался депутатом Верховного Совета Карело-Финской ССР 3-го созыва.
Умер в 1991 году в Петрозаводске.

## Награды
- Орден Отечественной войны II степени (06.04.1985)
- Орден Красной Звезды (06.11.1947)
- Орден Знак Почёта (28.10.1948, 15.04.1958, 22.02.1966)